# Michał Żebrowski (aktor)
Michał Jan Żebrowski (ur. 17 czerwca 1972 w Warszawie) – polski aktor teatralny, filmowy i telewizyjny, dyrektor Teatru 6. piętro (od 2010).
Rozpoznawalność zapewnił mu udział w filmach takich jak Ogniem i mieczem (1999), Pan Tadeusz (1999), Wiedźmin (2001), Stara baśń. Kiedy słońce było bogiem (2003), Pręgi (2004) i Kto nigdy nie żył… (2006). Od 2011 występuje w serialu Na dobre i na złe w roli prof. Andrzeja Falkowicza.

## Życiorys

### Wczesne lata
Urodził się i dorastał w Warszawie jako syn Bożeny Urbańskiej-Żebrowskiej i Tadeusza Żebrowskiego, inżyniera i działacza NSZZ „Solidarność”. Uczęszczał do Szkoły Podstawowej nr 158 im. Jana Kilińskiego w Śródmieściu, gdzie jego najlepszym kolegą był Rafał Trzaskowski. O zawodzie aktorskim marzył od dziecka, uczęszczał na zajęcia szkolnego kółka recytatorskiego i zdobywał czołowe miejsca w konkursach recytatorskich. Ukończył warszawskie XI Liceum Ogólnokształcącego im. Mikołaja Reja.

### Początki kariery
W 1991 zdał egzamin na Wydział Aktorski warszawskiej Państwowej Wyższej Szkoły Teatralnej, którą ukończył w 1995. Na trzecim roku studiów stanął po raz pierwszy przed kamerą w dramacie telewizyjnym Feliksa Falka Samowolka (1993) u boku Roberta Gonery oraz dreszczowcu telewizyjnym Wynajmę pokój... (1993) z Igorem Przegrodzkim i Beatą Ścibakówną.
Zadebiutował jako aktor teatralny w 1994 rolą Jimmy’ego Portera w sztuce Johna Osborne’a Miłość i gniew (reż. Mariusz Benoit) na scenie Teatru Powszechnego im. Zygmunta Hübnera w Warszawie. Z tym teatrem był związany w latach 1995–1996. Za debiut teatralny, a także za rolę Posła Parysów w inscenizacji Jana Kochanowskiego Odprawa posłów greckich i występ w przedstawieniu Zbigniewa Herberta Opowiastki o Panu Cogito, został uhonorowany nagrodą jury, publiczności i Jana Machulskiego na XIII Łódzkim Przeglądzie Szkół Teatralnych '95.

### Rozwój kariery

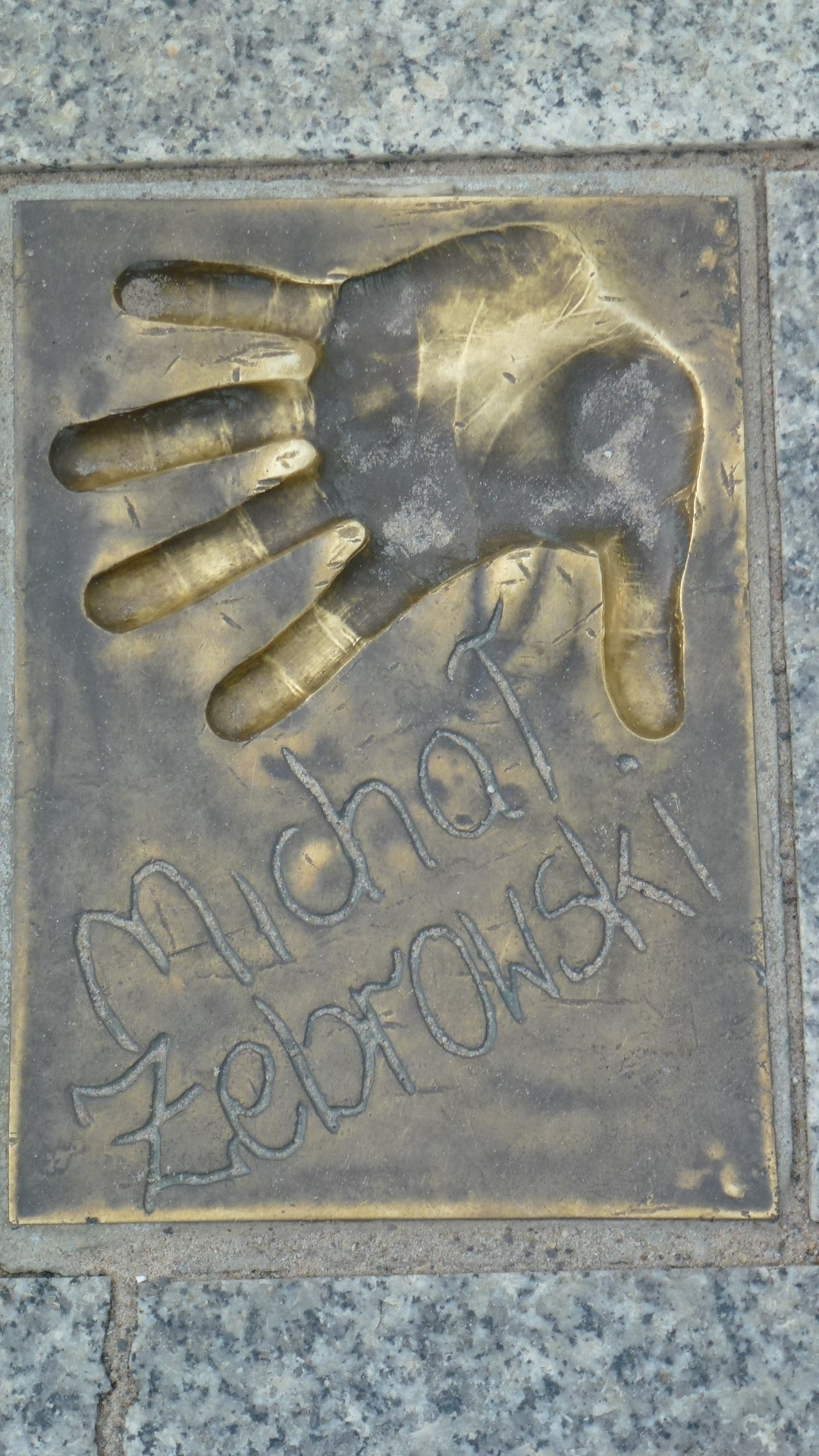
Odcisk dłoni w Promenadzie Gwiazd w Międzyzdrojach

Zadebiutował na kinowym ekranie rolą młodego robotnika, który uniesiony emocjonalnym porywem, staje się mimowolnym przywódcą protestu w filmie historycznym Filipa Bajona Poznań 56 (1996). Po gościnnym występie w pięciu odcinkach serialu Sława i chwała (1997), zagrał postać Jana Skrzetuskiego w adaptacji powieści Henryka Sienkiewicza Ogniem i mieczem (1999) w reżyserii Jerzego Hoffmana, za którą otrzymał nominację do nagrody Orła w kategorii najlepsza główna rola męska. Występował w warszawskich teatrach: Ateneum im. Stefana Jaracza (od 1997), Narodowym (2004), Studio im. Stanisława Ignacego Witkiewicza (2005), Nowym Praga (2006), Komedia (2007) i Wielkim (2007).
Jego kreacja Tadeusza Soplicy w ekranizacji poematu Adama Mickiewicza Pan Tadeusz (1999) w reżyserii Andrzeja Wajdy przyniosła mu przychylność krytyków, a wydana płyta Zakochany Pan Tadeusz (1999) z dwunastoma fragmentami poematu w jego recytacji zyskała status platynowej płyty. W 2000 otrzymał nagrodę Akademii Telewizyjnej Wiktor, Złotą Odznakę w Złotej Piątce w plebiscycie czytelników „TeleRzeczpospolitej” oraz Złotą Kaczkę. Za rolę Geralta z Rivii, zwanego również Białym Wilkiem, w filmie fantasy Wiedźmin (2001) był nominowany do nagrody Orła w kategorii najlepsza główna rola męska. Kiedy po Wiedźminie miał dużą nadwagę, przyszedł na Gwardię w Hali Mirowskiej i pod okiem trenera wicemistrza olimpijskiego Pawła Skrzecza zaczął trenować boks.
W 2002 znalazł się na drugim miejscu w plebiscycie „TeleRzeczpospolitej” na najpopularniejszego aktora, odebrał nagrodę Fryderyka w kategorii album roku – poezja śpiewana/piosenka autorska za płytę Lubię, kiedy kobieta (2001) nagraną z Anną Marią Jopek, Kasią Nosowską i Kasią Stankiewicz oraz została mu przyznana Specjalna TeleMaska, nagroda czasopisma Tele Tydzień. W 2004 ukazała się seria płyt Poczytaj mi tato, gdzie czyta klasykę polskiej poezji dla dzieci. Pojawił się w biograficznym dramacie wojennym Romana Polańskiego Pianista (2002). Uznanie krytyki, Złotą Kaczkę, statuetkę Jańcia Wodnika na Ogólnopolskim Festiwalu Sztuki Filmowej „Prowincjonalia” we Wrześni oraz trzecią nominację do nagrody Orła przyniosła mu kreacja trzydziestoletniego Wojciecha Winklera, ambitnego i samodzielnego, a jednak izolującego się od świata i ludzi, wychowanego w dzieciństwie przez sadystycznego ojca w dramacie psychologicznym Magdaleny Piekorz Pręgi (2004). W dramacie Andrzeja Seweryna Kto nigdy nie żył… (2005) wcielił się w postać charyzmatycznego księdza Jana, który stał się nosicielem wirusa HIV, co zmieniło jego życie w koszmar. W 2007 zagrał rolę hetmana Kibowskiego w produkcji rosyjskiej pt. Rok 1612.
Latem 2005 na antenie radia RMF FM czytał Travelera. W marcu 2010 stworzył z Eugeniuszem Korinem warszawski Teatr 6. piętro, którego jest dyrektorem. Za rolę prof. dr hab. nauk medycznych Andrzeja Falkowicza w serialu Na dobre i na złe otrzymał w latach 2015–2017 Telekamerę, a w 2018 – Złotą Telekamerę 2018.
Wystąpił w reklamie sieci telekomunikacyjnej Play (2015) oraz burgera Maestro w sieci gastronomicznej McDonald’s (2020). Był na okładkach magazynów, takich jak m.in. „Gala”, „Tele Tydzień”, „Elle”, „Viva!”, „Rewia”, „Film”, „Sukces”, „Logo” i „L’Officiel”.

## Życie prywatne

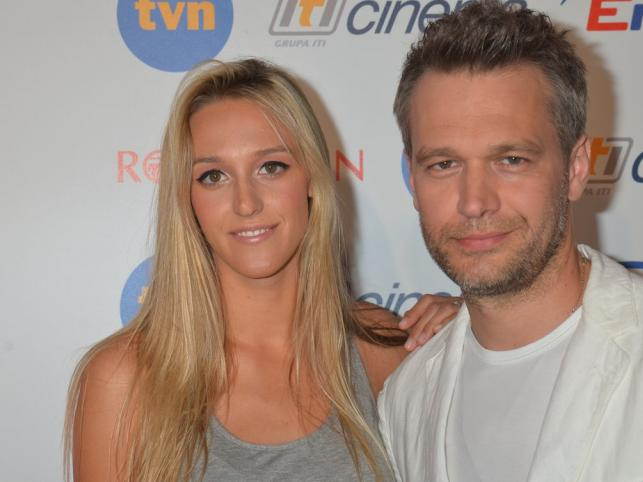
Żebrowski z żoną Aleksandrą (2013)

20 czerwca 2009 w Brzegach-Ryniasie poślubił młodszą o 15 lat Aleksandrę Adamczyk. Mają czwórkę dzieci: trzech synów – Franciszka (ur. 2010), Henryka (ur. 2013) i Feliksa (ur. 6 sierpnia 2020) – oraz córkę Łucję (ur. 30 lipca 2022).
Ma dom na Podhalu, gdzie prowadzi gospodarstwo ekologiczne.
W 2009 wsparł Rafała Trzaskowskiego w kampanii przed wyborami do Parlamentu Europejskiego i w 2025 w wyborach prezydenckich.

## Filmografia
| Filmy fabularne     |                                      |                                                           |                                |
| Rok                 | Tytuł                                | Rola                                                      | Reżyseria                      |
| 1993                | Wynajmę pokój...                     | Olek                                                      | Andrzej Titkow                 |
| 1993                | Samowolka                            | Pawlik                                                    | Feliks Falk                    |
| 1996                | Poznań 56                            | Zenek                                                     | Filip Bajon                    |
| 1999                | Pan Tadeusz                          | Tadeusz Soplica                                           | Andrzej Wajda                  |
| 1999                | Ogniem i mieczem                     | Jan Skrzetuski                                            | Jerzy Hoffman                  |
| 2001                | Wiedźmin                             | Geralt z Rivii                                            | Marek Brodzki                  |
| 2002                | Pianista                             | Jurek                                                     | Roman Polański                 |
| 2003                | Stara baśń. Kiedy słońce było bogiem | Ziemowit                                                  | Jerzy Hoffman                  |
| 2004                | Pręgi                                | Wojciech Winkler                                          | Magdalena Piekorz              |
| 2005                | Kochankowie Roku Tygrysa             | Wolski                                                    | Jacek Bromski                  |
| 2006                | Kto nigdy nie żył…                   | ksiądz Jan                                                | Andrzej Seweryn                |
| 2007                | Rok 1612                             | hetman Kibowski                                           | Władimir Chotinienko           |
| 2008                | Senność                              | mąż Róży                                                  | Magdalena Piekorz              |
| 2009                | Janosik. Prawdziwa historia          | Turjag Huncaga                                            | Agnieszka Holland Kasia Adamik |
| 2011                | 1920 Bitwa warszawska                | Władysław Grabski                                         | Jerzy Hoffman                  |
| 2012                | Sęp                                  | Sęp                                                       | Eugeniusz Korin                |
| 2012                | Nad życie                            | Jacek Olszewski, mąż Agaty                                | Anna Plutecka-Mesjasz          |
| 2013                | Tajemnica Westerplatte               | mjr Henryk Sucharski                                      | Paweł Chochlew                 |
| 2014                | Facet (nie)potrzebny od zaraz        | lekarz                                                    | Weronika Migoń                 |
| 2016                | Za niebieskimi drzwiami              | Krwawiec                                                  | Mariusz Palej                  |
| 2017                | Wszystko albo nic (Vsetko alebo nic) | Jakub                                                     | Marta Ferencová                |
| Seriale telewizyjne |                                      |                                                           |                                |
| 1997                | Sława i chwała                       | Janusz Myszyński (odc. 1-5)                               | Kazimierz Kutz                 |
| 2000                | Ogniem i mieczem                     | Jan Skrzetuski                                            | Jerzy Hoffman                  |
| 2002                | Wiedźmin                             | Geralt z Rivii                                            | Marek Brodzki                  |
| 2003                | Kasia i Tomek                        | (odc.7, seria II)                                         | Jurek Bogajewicz               |
| 2004                | Stara baśń                           | Ziemowit                                                  | Jerzy Hoffman                  |
| 2009                | Janosik. Prawdziwa historia          | Turjag Huncaga                                            | Agnieszka Holland Kasia Adamik |
| od 2011             | Na dobre i na złe                    | prof. Andrzej Falkowicz (od odc.467)                      | różni                          |
| 2018                | Ucho Prezesa                         | aktor odgrywający rolę Prezesa w filmie Tytan (odc.41-42) | Tadeusz Śliwa                  |
| 2022                | Gang Zielonej Rękawiczki             | Jarek (odc.4)                                             | Tadeusz Śliwa                  |

### Polski dubbing
- 2003: Sindbad: Legenda siedmiu mórz – Sindbad
- 2008: Horton słyszy Ktosia – Horton
- 2010: God of War III – Herkules
- 2011: Afterfall: InSanity – Albert Tokaj
- 2016: Doktor Strange – Doktor Strange
- 2017: Star Wars: Battlefront II – Gideon Hask[24]
- 2018: Avengers: Wojna bez granic – Doktor Strange
- 2019: Avengers: Koniec gry – Doktor Strange
- 2019: Wiedźmin – Geralt z Rivii
- 2020: Cyberpunk 2077 – Johnny Silverhand
- 2021: Spider-Man: Bez drogi do domu – Doktor Strange[25]
- 2022: Dying Light 2 – Vincent Waltz
- 2022: Doktor Strange w multiwersum obłędu – Doktor Strange[26]

## Dyskografia
| Rok  | Dane dot. albumu                                                             | Najwyższe pozycje na liście | Certyfikat        |
| Rok  | Dane dot. albumu                                                             | POL                         | Certyfikat        |
| ---- | ---------------------------------------------------------------------------- | --------------------------- | ----------------- |
| 1999 | Zakochany Pan Tadeusz - Data: 1999 - Wydawca: BMG                            | 24                          | - platynowa płyta |
| 2001 | Lubię, kiedy kobieta - Data: 25 czerwca 2001 - Wydawca: BMG                  | 4                           |                   |
| 2002 | Poczytaj mi tato - Data: 14 sierpnia 2002 - Wydawca: BMG                     | 26                          |                   |
| 2002 | Poczytaj mi tato 2 - Data: 20 października 2002 - Wydawca: BMG               | 26                          |                   |
| 2003 | Poczytaj mi tato 3 - Data: 9 kwietnia 2003 - Wydawca: BMG                    | 20                          |                   |
| 2009 | Mały Książę - Data: 25 maja 2009 - Wydawca: Sony Music                       | 1                           |                   |
| 2009 | Hans Christian Andersen Baśnie - Data: 23 listopada 2009 - Wydawca: Izabelin | 32                          | - platynowa płyta |

## Odznaczenia
- Brązowy Medal „Zasłużony Kulturze Gloria Artis” (2015)[37]